# Barret Oliver
Barret Oliver Spencer (24 de agosto de 1973) é um fotógrafo e ator norte-americano. É conhecido por ter interpretado o personagem Bastian Bux na adaptação para o cinema do romance Die Unendliche Geschichte de Michael Ende. Participou de séries de TV como O Incrível Hulk e os dois primeiros episódios de  A Super Máquina Também teve papéis de destaque em: D.A.R.Y.L., Cocoon e Cocoon: The Return .